# Walter Seuffert

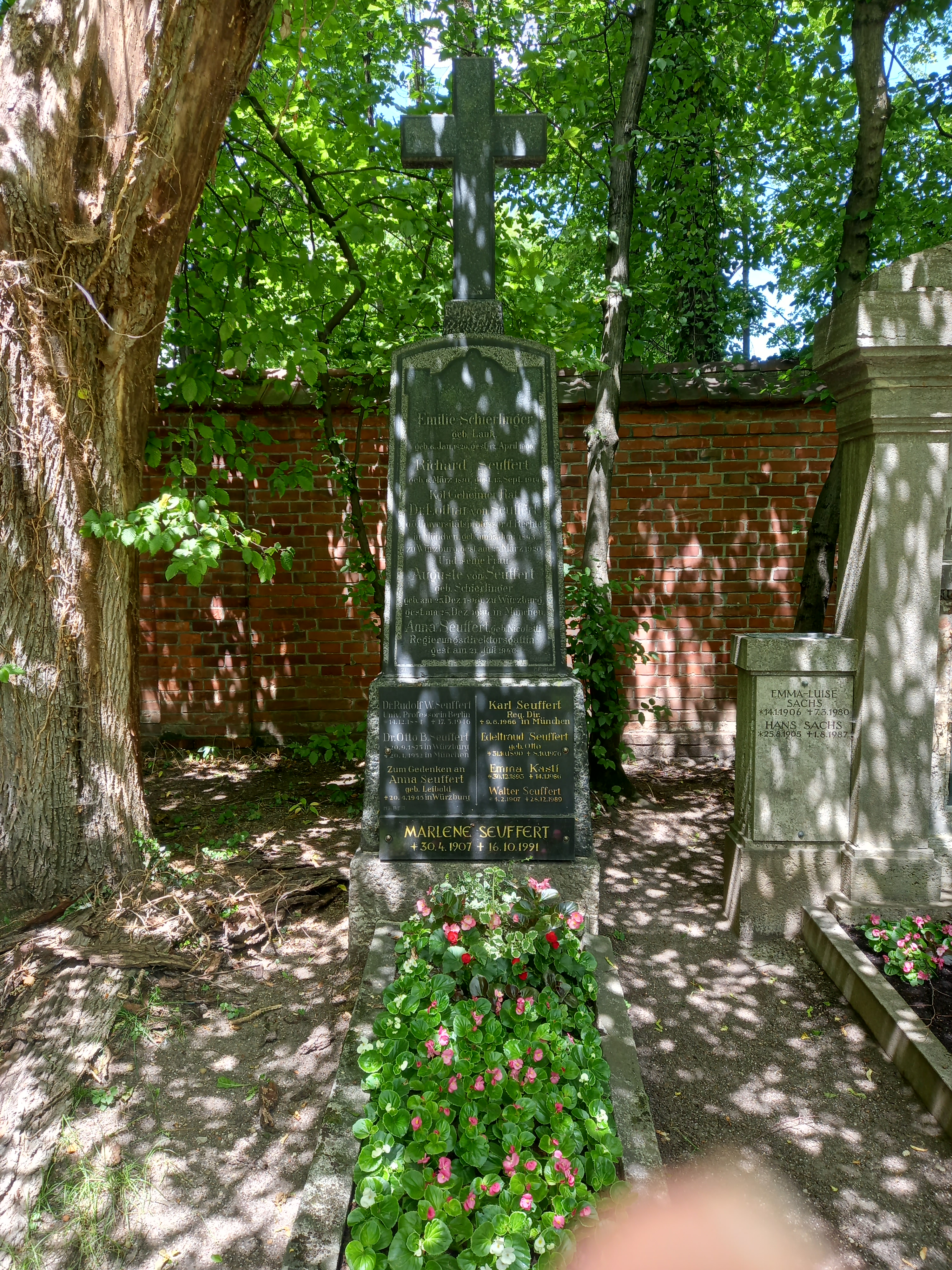
Das Grab von Walter Seuffert im Familiengrab auf dem Ostfriedhof (München)

Walter Seuffert (* 4. Februar 1907 in Rahway, New Jersey; † 28. Dezember 1989 in München) war ein deutscher Jurist und Politiker der SPD.

## Familie und Herkunft
Seuffert kam als Kind aus Würzburg stammender, katholischer deutscher Eltern in Rahway im US-Bundesstaat New Jersey auf die Welt. 
Sein Vater Otto Seuffert (1875–1952) war dort in den Jahren 1904 bis 1911 als Chemiker bei MSD Sharp & Dohme, die Mutter Anna geb. Leibold war Hausfrau. Der Großvater väterlicherseits, Lothar von Seuffert, war Rechtsprofessor an der Ludwig-Maximilians-Universität München, auch der Orgelbauer Johann Philipp Seuffert gehört zu seinen Vorfahren. Im Jahr 1911 kehrte die Familie nach Deutschland zurück.

## Ausbildung und Beruf
Seuffert wuchs in Darmstadt auf und besuchte dort Volksschule und Realgymnasium. Nach dem Studium der Rechtswissenschaften ab 1925 in Heidelberg, Frankfurt/Main und München und der Referendarzeit legte er im Jahr 1932 in München sein Assessorexamen ab und erhielt dort die Zulassung als Rechtsanwalt. Danach ließ er sich 1932 als Rechtsanwalt und Fachanwalt für Steuerrecht in München nieder und betrieb ab dem Jahr 1933 gemeinsam eine Kanzlei mit dem späteren Münchener Bürgermeister Walther von Miller. Seuffert spezialisierte sich auf die Beratung jüdischer Emigranten. Er machte Auslandsreisen unter anderem zu Ludwig Quidde nach Genf. Im Jahr 1940 verhaftete die Gestapo Seuffert und warf ihm Hochverrat vor. Seuffert blieb vier Wochen in Haft und wurde 1941 zur Wehrmacht eingezogen.
Nach Kriegsteilnahme und Kriegsgefangenschaft nahm er im Jahr 1946 seine Tätigkeit als Rechtsanwalt wieder auf, bekleidete aber bereits nach kurzer Zeit das Amt eines Referenten der Bayerischen Staatskanzlei.

## Politik
Im Jahr 1947 trat Seuffert in die SPD ein und wurde 1948 in den Wirtschaftsrat für das Vereinigte Wirtschaftsgebiet berufen.
Seit dessen erster Wahl 1949 bis zu seiner Mandatsniederlegung am 18. Oktober 1967, also fünf Wahlperioden, war er Mitglied des Deutschen Bundestages. Er wurde in den Jahren 1949 und 1965 im Wahlkreis München-Nord direkt und sonst über die Landesliste der SPD in Bayern gewählt. 
Am 24. Februar 1950 wurde er von Bundestagspräsident Erich Köhler wegen unparlamentarischen Verhaltens von einer Sitzung ausgeschlossen, nachdem er in einer Plenardebatte zur Änderung des Einkommensteuer-Gesetzes erklärte: „Mit den Absichten dieser Regierung und der Mehrheit dieses Bundestages hat der deutsche Name nichts zu tun. Der deutsche Name wird anderswo repräsentiert“.
Von 1949 bis 1957 war Seuffert stellvertretender Vorsitzender des Bundestagsausschusses für Geld und Kredit, anschließend bis 1961 des Finanzausschusses.
Größere Bekanntheit erlangte Seuffert durch seinen vielzitierten Schlagabtausch im Bundestag am 7. November 1962 mit Bundeskanzler Konrad Adenauer zur Spiegel-Affäre. Als Adenauer zu den noch ungeklärten Vorwürfen behauptete „Wir haben einen Abgrund von Landesverrat im Lande“, rief Seuffert dazwischen „Wer sagt das?“, Adenauer antwortete schlicht „Ich sage das“ und Seuffert ergänzte „Ist das ein schwebendes Verfahren oder nicht?“.
Vom 4. Juni 1964 bis zum 13. Oktober 1967 war er auch Abgeordneter des Europäischen Parlaments.
Am 18. Oktober 1967 erfolgte seine Wahl zum Vizepräsidenten des Bundesverfassungsgerichts, dessen zweitem Senat er bis zu seinem Eintritt in den Ruhestand im November 1975 vorstand.

## Werke
- Zu den Grundlagen des Begriffs der politischen Partei. In: Theodor Eschenburg, Theodor Heuss, Georg August Zinn (Hrsg.): Festgabe für Carlo Schmid zum 65. Geburtstag. Mohr, Tübingen 1962.
- Die Abgrenzung der Tätigkeit des Bundesverfassungsgerichts gegenüber der Gesetzgebung und der Rechtsprechung. In: Neue Juristische Wochenschrift. 1969, Heft 32, – S. 1369–1373.
- Über geheime Abstimmungen und Wahlen in Parlamenten. Niedersächs. Landtag,  Hannover 1978.

## Auszeichnungen
- 1959: Bayerischer Verdienstorden
- 1968: Großes Verdienstkreuz mit Stern der Bundesrepublik Deutschland
- 1975: Großes Verdienstkreuz mit Stern und Schulterband der Bundesrepublik Deutschland